# Ткаши-мапа
Ткаши-мапа (груз. ტყაშმაფა) — грузинская богиня, повелительница лесов и диких животных, живущая на удалённых скалах, дарующая удачу в охоте. Иногда Ткаши-мапа вступает в тайную любовную связь с охотником. В случае разглашения охотником тайны, она превращает его в камень, а на семью его насылает разорение. По народным поверьям представляется весёлой красивой женщиной с длинными белыми, золотыми или чёрными волосами, загорающая обнажённой. В Сванетии эту богиню называли Дали.